# 31 dicembre

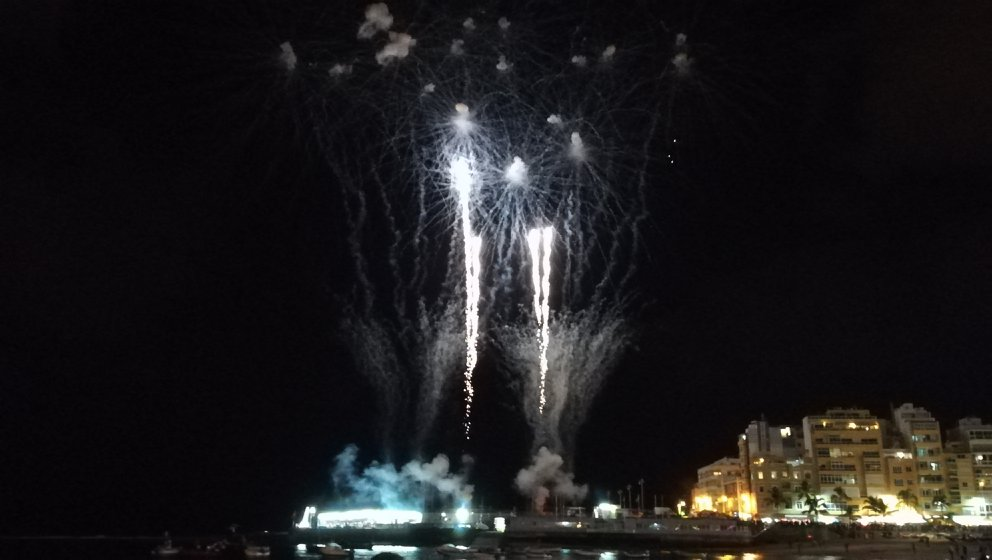
Fuochi d'artificio del 31 dicembre per celebrare la fine dell'anno gregoriano

Il 31 dicembre è il 365º ed ultimo giorno del calendario gregoriano (il 366º negli anni bisestili).

## Eventi
- 192 – L'imperatore romano Commodo viene assassinato
- 406 – Vandali, Alani e Suebi attraversano il Reno, dando inizio all'invasione della Gallia
- 1352 – Un forte terremoto devasta le zone intorno ad Arezzo
- 1600 – Nasce la Compagnia britannica delle Indie orientali
- 1687 – I primi ugonotti salpano dalla Francia verso il Capo di Buona Speranza
- 1695 – In Inghilterra viene imposta una tassa sulle finestre. Molti negozianti murano le loro vetrine per evitare di pagarla.
- 1775 – Guerra d'indipendenza americana: nella battaglia di Québec le forze britanniche respingono un attacco dell'esercito continentale guidato dai generali Richard Montgomery e Benedict Arnold
- 1857 – La regina Vittoria del Regno Unito sceglie Ottawa come capitale del Canada
- 1862 – Guerra di secessione americana: Abraham Lincoln firma un atto che ammette la Virginia Occidentale nell'Unione, sanzionando quindi l'avvenuta divisione delle contee occidentali dal resto dello Stato; allo stesso tempo si combatte la battaglia di Stones River, nei pressi di Murfreesboro (Tennessee)
- 1879 – Thomas Edison dimostra al pubblico per la prima volta la lampada ad incandescenza
- 1944 – Seconda guerra mondiale: l'Ungheria dichiara guerra alla Germania
- 1946 – Il presidente statunitense Harry Truman proclama ufficialmente la fine delle ostilità della seconda guerra mondiale (per quanto riguarda gli USA)
- 1951 – Il Piano Marshall cessa dopo aver distribuito più di 12 miliardi di dollari come aiuti per ricostruire l'Europa
- 1955 – La General Motors diventa la prima compagnia statunitense a fatturare oltre un miliardo di dollari in un anno
- 1960 – Il farthing, usato in Gran Bretagna sin dal XIII secolo, cessa di avere corso legale
- 1963 – La Federazione della Rhodesia e del Nyasaland cessa di esistere
- 1968
  - Marien Ngouabi assume la presidenza della Repubblica del Congo
  - nell'ambito della contestazione giovanile e del Sessantotto avvengono i Fatti della Bussola a Marina di Pietrasanta.
- 1969 – Unione europea: si conclude il periodo transitorio di 12 anni per la creazione del Mercato europeo comune previsto dal Trattato CEE
- 1970 – Si sciolgono legalmente i Beatles, gruppo musicale inglese
- 1983 – Ultimo giorno di esistenza dell'AT&T Bell System, prima di venire divisa dal governo statunitense
- 1987 – Robert Mugabe diventa presidente dello Zimbabwe
- 1990 – Il russo Garri Kasparov conserva il titolo di campione del mondo degli scacchi, battendo il compatriota Anatolij Karpov
- 1991 – L'Unione Sovietica si dissolve ufficialmente
- 1994 – Rod Stewart tiene un concerto sulla spiaggia di Copacabana davanti a circa 3,5 milioni di spettatori (non paganti), diventando l'artista con maggiore affluenza di pubblico nella storia del rock
- 1999
  - Cinque dirottatori, che hanno tenuto in ostaggio 155 persone su un volo della Indian Airlines, lasciano l'aereo con i due religiosi islamici di cui avevano richiesto la liberazione
  - Il Canale di Panama finisce completamente sotto la giurisdizione di Panama
  - Boris El'cin si dimette da presidente della Russia e viene sostituito da Vladimir Putin
- 2002
  - Stromboli viene evacuata in seguito ad una forte eruzione, con conseguente tsunami, avvenuta il giorno prima
  - In Cina viene inaugurato il primo tratto ferroviario di 30 km servito da un treno a levitazione magnetica. Velocità massima raggiunta: 430 km/h
- 2005 – Cessa il servizio Teledrin di Telecom Italia.
- 2008 – Scade il mandato dell'Italia come membro non permanente del Consiglio di sicurezza delle Nazioni Unite
- 2019 – Nella città di Wuhan, in Cina nella provincia dell'Hubei, le autorità sanitarie notificano un focolaio di persone affette dal virus SARS-CoV-2
- 2022 — Morte del Papa Benedetto XVI

## Nati
Ci sono circa 1 070 voci su persone nate il 31 dicembre; vedi la pagina Nati il 31 dicembre per un elenco descrittivo o la categoria Nati il 31 dicembre per un indice alfabetico.

## Morti
Ci sono circa 600 voci su persone morte il 31 dicembre; vedi la pagina Morti il 31 dicembre per un elenco descrittivo o la categoria Morti il 31 dicembre per un indice alfabetico.

## Feste e ricorrenze

### Religiose
Cristianesimo:
- San Silvestro I, papa
- San Barbaziano, confessore
- Santa Caterina Labouré, religiosa
- Santa Colomba di Sens, martire
- Sante Donata e compagne, martiri a Roma
- San Giovanni Francesco Régis
- San Mario di Avenches, vescovo
- Santa Melania la giovane, penitente
- Santa Offa di Benevento, badessa
- Santa Paolina, martire
- San Zotico di Costantinopoli, sacerdote
- Beato Alano di Solminihac, vescovo
- Beato Domenico de Cubells, mercedario
- Beata Giuseppina Nicoli, suora vincenziana
- Beato Leandro Gómez Gil, religioso trappista, martire
- Beato Luigi Vidaurrázaga González, sacerdote benedettino, martire
- Messa col Te Deum di ringraziamento per l'anno trascorso